# Marie-Thérèse d'Espagne
 (juin 2024).
Si vous disposez d'ouvrages ou d'articles de référence ou si vous connaissez des sites web de qualité traitant du thème abordé ici, merci de compléter l'article en donnant les références utiles à sa vérifiabilité et en les liant à la section « Notes et références ».
Pour les articles homonymes, voir Marie-Thérèse d'Autriche (1638-1683).
Titre
Dauphine de France
23 février 1745 – 22 juillet 1746
(1 an, 4 mois et 29 jours)
Signature
Marie-Thérèse-Antoinette-Raphaëlle de Bourbon, née à l'alcazar royal de Madrid le 11 juin 1726 et morte au château de Versailles le 22 juillet 1746, est une princesse espagnole. Elle fut infante d'Espagne puis dauphine de France par son mariage avec Louis de France. Étant la fille du roi Philippe V d'Espagne, elle est ainsi une cousine germaine de Louis XV, son beau-père.

## Biographie

### Enfance
Marie-Thérèse est la septième enfant née de l'union de Philippe V, petit-fils de Louis XIV, et de la reine Élisabeth Farnèse. En sa qualité de fille du roi, elle fut infante d'Espagne et elle portait alors le titre d'Altesse Royale. Avant son mariage, les cours royales française et espagnole étaient en mauvais termes : les Espagnols avaient été humiliés par les fiançailles du roi Louis XV avec une des filles du roi, Marie-Anne-Victoire d'Espagne, qui avaient été rompues en 1725. Le monarque français avait finalement épousé une princesse polonaise, la reine Marie Leszczynska.
Il est donc décidé que Marie-Thérèse épouserait le dauphin de France en août 1739. Ce mariage faisait ainsi écho à celui de la sœur du dauphin, Louise-Élisabeth de France, qui épousa en 1739 l'infant d'Espagne, Philippe Ier, duc de Parme. Sous l'influence de sa mère, Élisabeth Farnèse, la jeune fille ne quitta l'Espagne en vue du mariage qu'après avoir atteint un âge plus mûr.

### Mariage
La jeune infante fut mariée par procuration à Madrid le 18 décembre 1744 et quitta son pays natal en janvier 1745. Le mariage fut ensuite célébré au château de Versailles, le 23 février 1745, et ce fut le cardinal de Rohan qui fut chargé de s'occuper de la cérémonie. Ce mariage marquait donc la réconciliation entre les royaumes de France et d'Espagne. Devenue dauphine, la jeune fille est ainsi la femme la plus importante du royaume après la reine. De nombreuses festivités sont alors données, comme le bal des ifs, où Louis XV rencontra la future marquise de Pompadour.
Le dauphin, de trois ans le cadet de Marie-Thérèse, est à peine âgé de seize ans et l'union ne fut donc pas consommée dans ses premiers temps, ce qui gênait la dauphine vis-à-vis de son époux et de la cour, qui faisait courir le bruit qu'il était impuissant. L'union fut enfin consommée sept mois après les noces, en septembre 1745. Cet événement rapprocha les deux époux, qui passent plus de temps ensemble, dans une grande dévotion, à l'opposé du roi qui ne fréquentait guère plus la reine depuis près de dix ans, au profit de ses maîtresses successives, dont la Pompadour.

### À la cour de France
Timide, distante, pieuse mais aussi intransigeante, la nouvelle dauphine n'apprécie pas la cour de France impertinente, scandaleuse et cancanière. Détestant le jeu, elle préfère demeurer dans son appartement la plupart du temps. Bien que décrite comme plutôt belle, digne et instruite, certaines critiques sont faites à son égard à cause de ses cheveux roux. La marquise de Pompadour était tout autant détestée par le dauphin qui l'appelait par ironie et irrévérence « Maman Putain », avec ses sœurs, que par Marie-Thérèse. Cette dernière refusait de s'adresser à la favorite.
La jeune femme de vingt ans fut tout aussi hostile vis à vis du monarque, prétendant alors que « sa timidité l’empêche totalement de lui parler ». Marie-Thérèse ne connut que peu de temps à la cour de France, du fait de son décès prématuré. Il surviendra alors durant l'année 1746.

### Décès

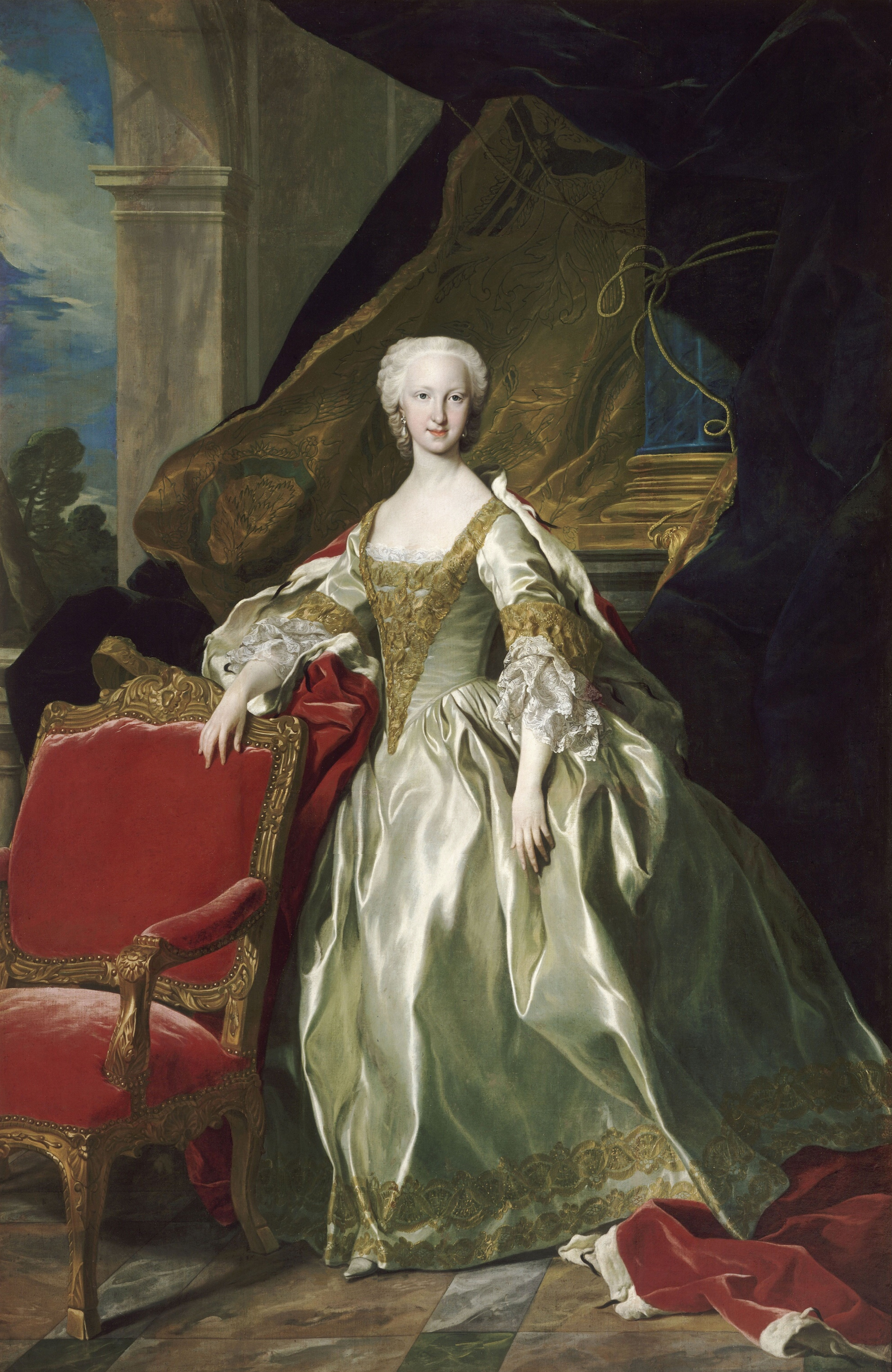
Marie-Thérèse d'Espagne, dauphine de France par Louis-Michel van Loo, 1745.

Marie-Thérèse se retrouve donc enceinte pour la première fois. L'accouchement était alors prévu pour le début du mois de juillet 1746, mais le terme se fit attendre, ce qui exaspérait la patience de Louis XV, des diplomates présents à Versailles, de la cour et du peuple. Afin de la préserver et d'éviter un danger pour l'enfant, on ne lui annonça pas la mort de son père, Philippe V, survenue le 9 juillet. Finalement la princesse mit au monde, le 19 juillet 1746, une petite fille que le dauphin, profondément épris, fit baptiser sous le nom de Marie-Thérèse de France, en hommage à son épouse adorée.
La dauphine se remit d'abord bien de son accouchement, mais son état se dégrada brutalement et elle mourut le 22 juillet 1746, au château de Versailles, âgée de seulement vingt ans. Son cœur fut porté à la chapelle Sainte-Anne de l'église du Val-de-Grâce, dans laquelle reposent quarante-cinq cœurs des membres de la famille royale. Son époux en éprouva un chagrin extrême qui persista même après son remariage. Elle fut ensuite enterrée selon la tradition en la basilique Saint-Denis.

### Événements consécutifs

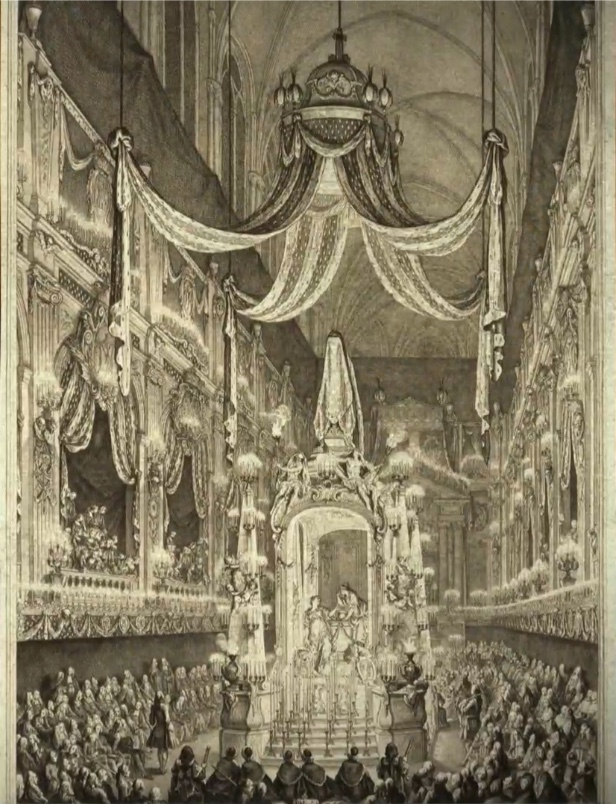
Pompe funèbre de Marie Thérèse d'Espagne, dauphine de France par Charles-Nicolas Cochin, 1746.

La cour de Madrid, qui tenait à l'alliance française, proposa immédiatement l'infante Marie-Antoinette d'Espagne, sœur cadette de Marie-Thérèse âgée de seize ans, ce que le dauphin souhaitait espérant retrouver chez sa belle-sœur les qualités qu'il révérait chez sa défunte épouse. Alors que la guerre de Succession d'Autriche faisait rage, que les troupes françaises avaient conquis les Pays-Bas autrichiens mais que Marie-Thérèse d'Autriche avait fait élire et couronner son époux empereur, les données avaient changé. Si la reine et le clan de Choiseul étaient favorables à l'alliance espagnole, le roi préférait une princesse issue de la Maison de Savoie.
Soutenu par Madame de Pompadour, le maréchal de Saxe proposa alors une princesse de Saxe, la propre nièce du maréchal, qui serait alors forcément reconnaissante envers la favorite. Ainsi, le dauphin épousa à contre-cœur l'année suivante Marie-Josèphe de Saxe, princesse intelligente de quinze ans qui sut, et cela malgré sa jeunesse apprivoiser l'inconsolable veuf de dix-neuf ans qu'on lui avait donné pour mari. La petite Marie-Thérèse de France suivit bientôt sa mère dans la tombe. Durant la Révolution française, la chapelle Sainte-Anne est profanée, et un architecte, Louis François Petit-Radel, s'empara alors de l'urne reliquaire en vermeil contenant le cœur de Marie-Thérèse puis il le vendit ou l'échangea à des peintres.
Ces peintres étaient à la recherche de la substance issue de l'embaumement ou « mummie », rare et hors de prix. Elle était réputée, une fois mêlée à de l'huile, donner un glacis incomparable aux tableaux. De ce fait, une grande partie des cœurs de la chapelle subirent un sort similaire.

## Titres
- 11 juin 1726 – 23 février 1745 Son Altesse Royale l'infante Doña María Teresa d'Espagne ;
- 23 février 1745 – 22 juillet 1746 Son Altesse Royale la dauphine de France.